# 日浦勇
日浦 勇（ひうら いさむ、1932年10月24日 - 1983年10月18日）は、日本の昆虫学者。
徳島県生まれ。1955年、九州大学農学部農学科卒業。1957年、大阪市立自然科学博物館（後の大阪市立自然史博物館）に勤務する。1958年、同館学芸員補、1959年、同学芸員。1971年、同館主任学芸員。1974年、同館学芸課長。1983年、急性心不全のため急逝した。
東京大学教授の日浦勉は息子。

## 著書
- 『海をわたる蝶』蒼樹書房 1973　のち講談社学術文庫
- 『自然観察入門 草木虫魚とのつきあい』中公新書 1975
- 『蝶のきた道』蒼樹書房 1978
- 『むしのいちねん 昆虫』中西章絵 ポプラ社 えほん・こどもの科学 1978
- 『うみをわたるとんぼ』中馬泰文絵 ポプラ社 えほん・しぜんシリーズ 1979
- 『蝶 分布と系統』日高敏隆他編 蒼樹書房 1984
- 『おみやにいったらむしがいる』たかはしきよし絵 福音館書店 かがくのとも傑作集 どきどきしぜん 1994
- 『たらのき』石部虎二絵 福音館書店 2004

### 共編著
- 『原色日本昆虫図鑑 全改訂新版』伊藤修四郎,奥谷禎一共編著 保育社の原色図鑑 1977

## 注
1. 1 2 3 4 5 6 7 8 9  「日浦勇氏略歴」『やどりが』第1985巻第119-120号、1985年3月10日、doi:10.18984/yadoriga.1985.119-120_36、ISSN 0513-417X。
2. ↑  講談社学術文庫『海をわたる蝶』著者紹介